# Hospital de Santo Tomás (Astorga)
El Hospital de Santo Tomás fue un albergue para peregrinos que se fundó en la ciudad de Astorga en el año 1195. El hospital estaba regido y custodiado por una cofradía que llevaba también el nombre de Santo Tomás. El establecimiento se cerró para siempre en el año 1585 y el edificio se fue perdiendo a través de los siglos, pasando a ser patrimonio perdido.

## Historia
Con el nombre de Santo Tomás de Canterbury se fundó en 1195 una cofradía y su correspondiente hospital de peregrinos que se encontraba extramuros de la ciudad de Astorga, en Puerta del Obispo, por la que salían los peregrinos tras su recorrido por la ciudad. Su fundador y mecenas fue el canónigo de la catedral Pedro Franco, que según noticias del historiador padre Flórez en su Historia Sagrada, este canónigo era un familiar de Santo Tomás.
Para su puesta en marcha y mantenimiento, el mecenas aportó bastante patrimonio: casas, viñas y tierras de labor que tenía en Posadilla, en Vega, en Jerga y en Penilla. 
La cofradía se instituyó para el cuidado y administración del hospital, con un prior al frente cuyo mandato duraba un año. Alfonso VIII otorgó y firmó en Benavente una real cédula, tomando la institución bajo su protección, en la que daba cuenta de la exención de pechos, tributos, penas y embargos.
En 1585 el obispo Antonio Torres unió la entidad de este hospital con el de San Juan Bautista, por lo que el establecimiento se cerró para siempre.